# Tender Son: The Frankenstein Project
Pour plus de détails, voir Fiche technique et Distribution.
Tender Son: The Frankenstein Project (A Frankenstein-terv) est un film hongrois réalisé par Kornél Mundruczó, sorti en 2010.

## Synopsis
Rudi, 17 ans, a passé son enfance en institution et part à la recherche de sa famille. Il retrouve sa mère mais n'est pas le bienvenu. Par hasard, il participe à un casting et est choisi par le réalisateur qui s'avérera être son père.

## Fiche technique
- Titre : Tender Son: The Frankenstein Project
- Titre original : A Frankenstein-terv
- Réalisation : Kornél Mundruczó
- Scénario : Kornél Mundruczó
- Production : Gábor Kovács, Gabriele Kranzelbinder, Susanne Marian, Ági Pataki, Viktória Petrányi et Gábor Sipos
- Photographie : Mátyás Erdély
- Montage : Dávid Jancsó
- Pays d'origine : Hongrie
- Format : Couleurs
- Genre : Drame
- Date de sortie : 2010

## Distribution
- Rudolf Frecska
- Kornél Mundruczó
- Lili Monori
- Kitty Csíkos

## Distinctions
Le film a été présenté en sélection officielle en compétition au Festival de Cannes 2010.